# Red Cola Nights
Red Cola Nights fue un programa nocturno Producido por Lenin Huerta transmitido por Canal 5 (México) hasta 2012, que trata de Clásicos principalmente de la Música como el Rock y la Música electrónica, así como de los Videojuegos y Películas.
Su nombre deriva principalmente del refresco de Red Cola (una Bebida de cola). Se transmitía los domingos a la Medianoche (en México), lanzando regalos a los primeros que respondan correctamente en su página de Facebook.
Productor Lenin Huerta